# Лендава (град)
Лендава (словен. Lendava, мађ. Lendva) је град и управно средиште истоимене општине Лендава, која припада Помурској регији у Републици Словенији.
По попису становништва из 2011. године, насеље Лендава имало је 3.129 становника.
Град Лендава је средиште мађарске националне мањине у Словенији.